# Фесиков, Сергей Васильевич
Серге́й Васи́льевич Фе́сиков (род. 21 января 1989, Ленинград) — российский пловец, бронзовый призёр Олимпийских игр 2012 года в эстафете 4×100 метров вольным стилем, чемпион мира 2014 года на короткой воде, двукратный чемпион Европы, восьмикратный чемпион Европы на короткой воде. Многократный экс-рекордсмен мира в эстафетном плавании.
Сын волейбольного тренера Василия Фесикова. Жил и тренировался в Ярославле и Обнинске. В 2010 году закончил Ярославский государственный университет, по специальности социальный работник. Окончил магистратуру Школы искусства, культуры и спорта Дальневосточного федерального университета.

## Спортивная карьера

### Сезон 2007
На чемпионате Европы 2007 среди юниоров в бельгийском Антверпене Сергей Фесиков завоевал 3 медали: 2 золотых — в составе эстафеты 4×200 м и на дистанции 50 м вольным стилем, 1 серебряную — на дистанции 100 м вольным стилем.
В составе сборной России принял участие в Открытом чемпионате Парижа по плаванию, где вместе с Андреем Капраловым, Евгением Лагуновым и Андреем Гречиным выиграл в эстафете 4×100 м вольным стилем.
В венгерском Дебрецене на чемпионате Европы по плаванию в 25-метровом бассейне с рекордом России стал бронзовым призёром на дистанции 100 м комплексом.

### Сезон 2008
Победив на дистанциях 50 м вольным стилем и 50 м на спине, стал 2-кратным чемпионом России.
На чемпионате Европы 2008 в Эйндховене в эстафете 4×100 м сборная россии финишировала первой, но судьи их дисквалифицировали за фальстарт Капралова на третьем этапе. На дистанции 100 м вольным стилем Фесиков в финал не пробился, финишировав в полуфинале с 9-м временем, а в финальном заплыве на 50 м был 7-м. Участвовал в предварительном заплыве комбинированной эстафете 4×100 м, где российская четвёрка показала лучший результат — 3:36,96, а в финале команда без Фесикова побила рекорд Европы пятилетней давности, также принадлежавший россиянам — 3:34,25.
Вошёл в состав сборной России на Олимпийские игры 2008 и принял участие в предварительных заплывах эстафеты 4×100 метров вольным стилем, где российская эстафета финишировала с 9-м результатом и в финал не попала.

### Сезон 2009
На проходившем в Стамбуле (Турция) чемпионате Европы 2009 по плаванию на короткой воде выиграл «золото» комбинированной эстафеты, «серебро» на дистанции 100 метров комплексом, «бронзу» на дистанции 50 метров кролем, а также установил рекорд чемпионатов Европы на 100 метрах комплексом.
На шведском этапе Кубка мира занял второе место на дистанции 100 м комплексом, обогнав 14-кратного олимпийского чемпиона Майкла Фелпса, который занял третье место.
На берлинском этапе кубка мира установил мировой рекорд на дистанции 100 комплексом (50,95).

### Сезон 2014
Вторая половина сезона началась для Сергея Фесикова золотой медалью на Кубке России в г. Руза. Финишировал дистанцию 50 м на спине с результатом 25,06.
Чемпионат мира на короткой воде 2014. Доха (Катар): 2 место в эстафете 4×100 м в/с. 1 место с рекордом мира в эстафете 4×50 м в/с.

### Сезон 2015
Длительное лечение травмы плеча не помешало Фесикову удачно завершить сезон. Две золотые медали в ноябре на чемпионате России в Казани на дистанциях 100 м комплекс — 52,23 и 100 м в/с — 47,43.
Чемпионат Европы на короткой воде г. Нетания (Израиль): «золото» — 100 м комплекс. Результат 52.00.

## Личная жизнь
16 августа 2013 года Сергей Фесиков женился на вице-чемпионке Олимпийских игр 2012 года в Лондоне Анастасии Зуевой.

## Награды
- Медаль ордена «За заслуги перед Отечеством» II степени (13 августа 2012 года) — за большой вклад в развитие физической культуры и спорта, высокие спортивные достижения на Играх XXX Олимпиады 2012 года в городе Лондоне (Великобритания)[9].
- Заслуженный мастер спорта России (9 февраля 2010 года)[10]